# Zeit der Sehnsucht
Zeit der Sehnsucht (Originaltitel: Days of Our Lives) ist eine US-amerikanische Seifenoper. Sie ist eine der längsten Fernsehserien, deren Produktion noch andauert.

## Inhaltsübersicht

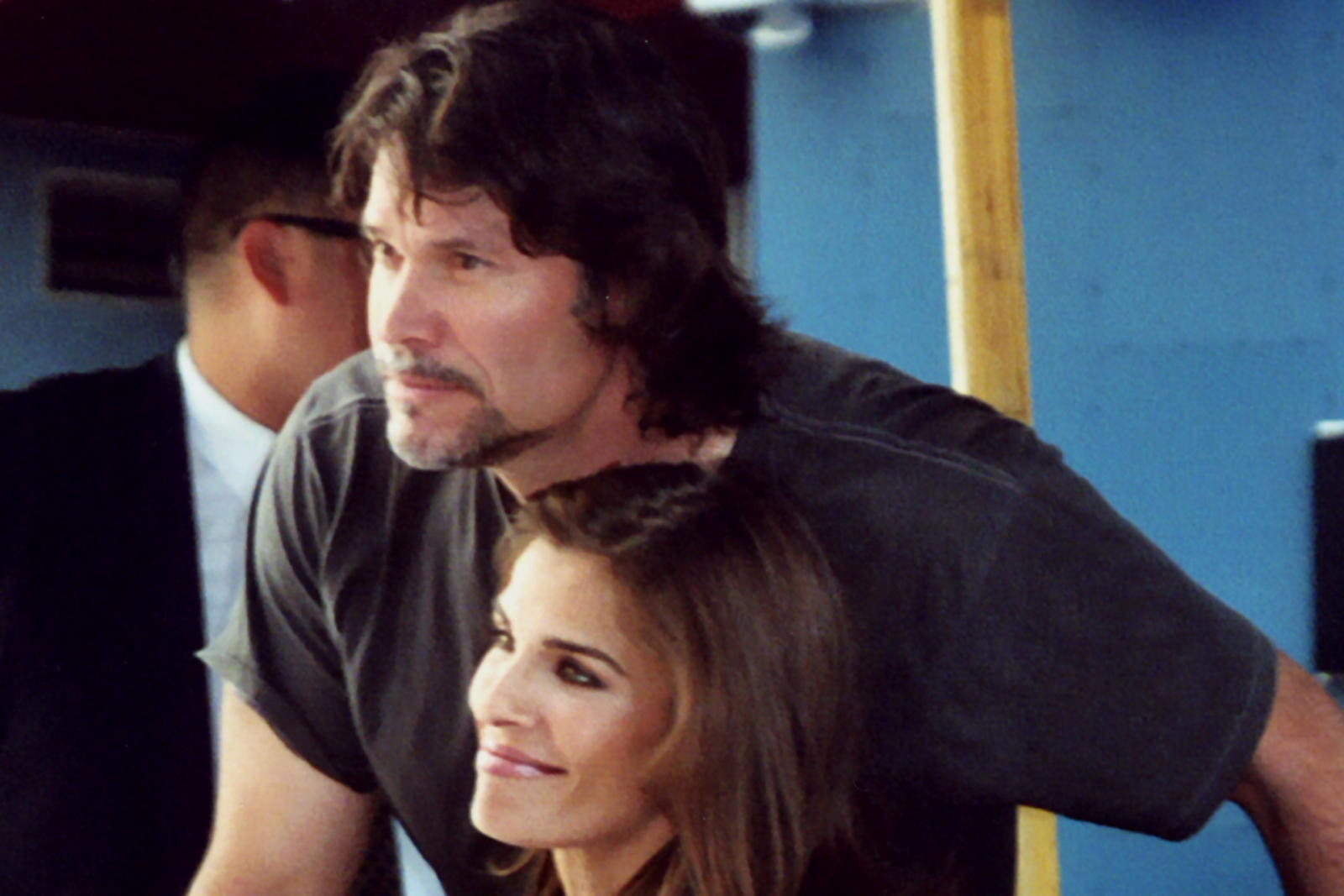
Die Darsteller Peter Reckell und Kristian Alfonso bei einem Fan Fest

Die Serie spielt in der fiktiven Stadt Salem. In den USA gibt es eine Vielzahl von Städten mit diesem Namen, jedoch ist das Salem von „Zeit der Sehnsucht“ in der Realität keinem bestimmten zuzuordnen.
Hauptaugenmerk liegt auf den Familien Horton und Brady. Während die Horton-Familie zu Beginn der Serie im Mittelpunkt stand, wurde einige Jahre später mit den Bradys eine weitere Familie in die Serie eingeführt. Während die Hortons eher der oberen Mittelschicht zuzurechnen sind – Familienoberhaupt Tom Horton war ein angesehener Arzt und einer seiner Söhne ein Rechtsanwalt – sind die Bradys Besitzer eines Irish Pubs und die beide Söhne Roman und Bo bei der Polizei. Die beiden Familien sind u. a. durch Bo, Sohn der Bradys und Hope, Enkelin von Alice Horton miteinander verbunden.
Ein zentrales Liebespaar in der Serie bilden Bo und Hope Brady. Die Handlung um die beiden begann in den 1980er-Jahren und dauert bis heute an, jedoch haben seither beide Darsteller die Serie für längere Zeit verlassen, bis sie wieder zurückgekehrt sind.

### Handlungsorte
In der Serie werden verschiedene Handlungsorte gezeigt, darunter Brady’s Pub, das Restaurant Chez Rouge, das Java Cafe, die Rooftop-Bar The Penthouse Grille, .COM sowie das Krankenhaus Salem University Hospital.

## Hintergrund
Ted und Betty Corday erfanden die Serie gemeinsam mit Irna Phillips. Produziert wird die Serie von Corday Productions Inc., in Zusammenarbeit mit Sony Pictures Television. Ausführender Produzent der Serie ist heute Ken Corday (Sohn der Erfinder) zusammen mit Gary Tomlin.

## Produktion
Um ehemalige Zuschauer wieder für die Serie zu gewinnen, werden in regelmäßigen Abständen Darsteller, die teilweise schon vor Jahrzehnten die Serie verlassen hatten, wieder zurückgeholt. Die Schauspielerin Crystal Chappell, welche bis ins Jahr 1993 Carly Manning darstellte, ist seit Oktober 2009 nach 16-jähriger Abstinenz wieder in dieser Rolle zu sehen. Frances Reid, die die Rolle der Alice Horton verkörperte, war seit dem Start der Serie im Jahr 1965 dabei. Ihren letzten Auftritt hatte Frances Reid in den Weihnachtsepisoden der Serie im Jahr 2007. Für die Episoden, in denen von Frances Reid und ihrer Rolle Alice Horton Abschied genommen wird, kehrten zahlreiche ehemalige Darsteller, hauptsächlich Charaktere der Horton-Familie, zur Serie für einige Episoden zurück. Serienehemann Tom Horton, gespielt von Macdonald Carey, spielte ebenfalls von Beginn der Serie 1965 bis zu seinem Tod 1994 mit. Ebenfalls sehr lange verkörperte Schauspielerin Suzanne Rogers, die Rolle der Maggie Horton, die sie seit, mit kurzen Pausen, seit 1973 darstellt.
NBC verlängerte die Produktion der Serie im November 2008 bis mindestens September 2010. Im März 2010 wurde die Serie um ein weiteres Jahr bis mindestens September 2011 verlängert. Anfang 2009 mussten zwei der beliebtesten Darsteller der Serie, nämlich Deidre Hall, die die Dr. Marlena Evans und Drake Hogestyn, der John Black verkörpert hatte, die Serie aufgrund von Budgetkürzungen verlassen. Im Dezember 2009 wurde bekannt, dass der Vertrag des Darstellers Bryan Dattilo, welcher seit 1993 in der Serie den Lucas Horton spielt, nicht verlängert wurde. Im November 2010 kehrte die beliebte Darstellerin Melissa Reeves als Jennifer Horton Deveraux zur Serie zurück. Sie spielte diese Rolle bereits von 1985 bis 1995 sowie von 2000 bis 2006.

## Ausstrahlungsgeschichte
Die Serie startete am 8. November 1965, sie wird bis heute produziert und bei NBC ausgestrahlt. In Deutschland lief die Serie unter dem Titel „Zeit der Sehnsucht“ von September 1993 bis Februar 1994 zunächst ein halbes Jahr im Nachmittagsprogramm von RTL sowie ab Februar 1994 zwei Jahre lang im Vormittagsprogramm des Senders.

### Rekorde
Im Rahmen ihrer Laufzeit konnte die Seifenoper mehrere Rekorde einstellen. So war Zeit der Sehnsucht, nach der am 18. September 2009 erfolgten Absetzung von Springfield Story, die am drittlängsten laufende Seifenoper in den USA. Nach dem Ende von Jung und Leidenschaftlich – Wie das Leben so spielt, welche am 17. September 2010 abgesetzt worden ist, ist Zeit der Sehnsucht die am zweitlängsten laufende Seifenoper in den USA nach General Hospital. Zudem ist die Serie, nach dem Ende von All My Children und Liebe, Lüge, Leidenschaft neben Schatten der Leidenschaft, Reich und Schön und General Hospital, eine der letzten von vier Seifenopern, die in den USA zu sehen ist.
Seit der Fernsehsaison 2008/2009 steht Zeit der Sehnsucht wieder auf dem dritten Platz der Einschaltquoten-Rangliste aller US-Daily-Soaps, hinter den Serien Schatten der Leidenschaft und Reich und Schön. Im Jahr 2020 war die Serie bereits seit 55 Jahren auf Sendung.

## Besetzung und Synchronisation
Die deutsche Synchronisation erfolgte ab 1992. Mit der Synchronisation beauftragt waren die Beta-Technik Gesellschaft für Filmbearbeitung mbH in München und Deutsche Synchron in Berlin. Für das Dialogbuch war u. a. Miriam Franković, für die Dialogregie Sabine Buschmann sowie von 1999 bis 2002 Karin Lehmann verantwortlich.

### Bekannte ehemalige Darsteller
- Susan Flannery, bekannt als Stephanie Forrester aus „Reich und Schön“, spielte von 1966 bis 1975 die Rolle der Dr. Laura Spencer Horton. Ursprünglich wollten die Macher von „Reich und Schön“ Susan Seaforth Hayes (spielt Julie Williams) für die Rolle der Stephanie Forrester gewinnen. Als diese die Rolle ablehnte, bekam ihre ehemalige Serienkollegin aus „Zeit der Sehnsucht“ Susan Flannery diese Rolle.
- Jensen Ackles, der Schauspieler aus der Serie „Supernatural“, wurde durch die Rolle des Eric Brady, welche er drei Jahre von 1997 bis 2000 spielte, bekannt.
- Charles Shaughnessy, bekannt als Maxwell Sheffield in der Serie Die Nanny, verkörperte ab 1984 die Rolle des Shane Donovan in Zeit der Sehnsucht. Er spielte diese Rolle acht Jahre lang und kehrte im Jahr 2002 für einige Folgen zur Serie zurück.
- Joseph Mascolo ist vielen Fans von „Reich und Schön“ bekannt. Dort spielte er von 2001 bis 2006 die Rolle des Massimo Marone.
- Brandon Beemer spielt ebenfalls bei „Reich und Schön“ mit. Seit 2008 verkörpert er dort die Rolle des Owen Knight. Zuvor allerdings spielte er bei Zeit der Sehnsucht den Shawn Brady, den Sohn von Bo und Hope Brady. Er übernahm diese Rolle vom langjährigen Shawn-Darsteller Jason Cook (1999–2006). Nach nur zwei Jahren wurde Brandon Beemer mit seiner Serienpartnerin Martha Madison (spielte Belle Black) aus ihrem Vertrag mit der Serie entlassen. Privat ist Brandon Beemer mit Nadia Bjorlin zusammen, welche bei Zeit der Sehnsucht seit 1999 die Chloe Lane spielt.
- Kyle Lowder, der bei „Reich und Schön“ den Rick Forrester spielt, war von 2000 bis 2005 in der Rolle des Brady Black bei Zeit der Sehnsucht zu sehen.
- Eileen Davidson, bekannt als Ashley Abbot aus „Reich und Schön“ und „Schatten der Leidenschaft“, spielte von 1993 bis 1998 zeitweise bis zu fünf verschiedene Rollen bei „Zeit der Sehnsucht“ und kehrte im Jahr 2012 in die Rolle der „Kristen DiMera“ zurück.
- John Aniston, Vater der Schauspielerin Jennifer Aniston war von 1985 bis 2022 als Victor Kiriakis in der Serie zu sehen.

## Figuren
Samy „Samantha“ BradyEiner der wohl umstrittensten Charaktere in der Serie ist Samy „Samantha“ Brady, gespielt von Alison Sweeney. Sie ist die Tochter von Marlena Evans und Roman Brady. Ihr Zwillingsbruder ist Eric Brady. Ihre Halbgeschwister sind väterlicherseits Carrie, Cassie und Rex Brady sowie mütterlicherseits Belle Black. Sie war bereits mit Austin Reed, Lucas Horton, Brandon Walker und E.J. DiMera verheiratet. Von Lucas Horton hat sie die Kinder Will und Allie, von E.J. die Kinder Johnny und Sydney. Aktuell ist sie mit Rafe Hernandez zusammen. Trotzdem entwickelt sie auch zu ihrem Ex-Mann E.J. wieder Gefühle. 1984 in der Serie geboren, war sie bereits im Jahr 1993 ein Teenager – ein nicht unüblicher Vorgang in US-amerikanischen Daily-Soaps. Seitdem wird die Rolle von Alison Sweeney verkörpert, die Ende des Jahres 2014 ausgestiegen ist.
Rafe HernandezRafe Hernandez, gespielt von Galen Gering, ist FBI-Agent und der Freund von Sammy Brady. Er ist der ältere Bruder von Arianna und Gabi Hernandez.
Arianna HernandezArianna Hernandez, gespielt von Lindsay Hartley, ist die jüngere Schwester von Rafe Hernandez und die ältere Schwester von Gabi Hernandez.
Gabi HernandezGabi Hernandez, gespielt von Gabriela Rodriguez, ist die jüngere Schwester von Rafe und Arianna Hernandez.
Carrie Brady ReedCarrie Brady Reed, gespielt von Christie Clark, ist die Tochter von Anna DiMera und Roman Brady. Sie ist die Halbschwester von Sami, Eric, Cassie und Rex Brady. Sie war wie ihre Schwester Sami Brady mit Austin Reed und Lucas Horton verheiratet, welche Halbbrüder sind. Besonders ihre Schwester Sami machte ihr des Öfteren das Leben schwer, indem sie die Hochzeit von Carrie und Austin manipulierte. Aktuell ist sie zum zweiten Mal mit Austin verheiratet. Nach Jahren der Abwesenheit kehrt sie im Jahr 2010 nach Salem zurück.
Maggie HortonMaggie Horton, gespielt von Suzanne Rogers, ist die Besitzerin des Restaurants Chez Rouge. Bis zu seinem Tod im Jahr 2010 war sie mit Mickey Horton verheiratet. Sie ist die Mutter von Melissa und Sarah Horton und die Großmutter von Nathan Horton.
Nathan HortonNathan Horton, gespielt von Mark Hapka, ist der Enkel von Maggie Horton und der Sohn von Melissa Horton. Er arbeitet im Salem University Hospital.
EJ „Elvis Junior“ DiMeraEJ „Elvis Junior“ DiMera, gespielt von James Scott, ist der Sohn von Stefano DiMera und Susan Banks. Mit Samy hat er die Kinder Johnny und Sydney. Er war neben Samy außerdem noch mit Nicole verheiratet. Seine Geschwister sind Tony DiMera und Lexie Carver.
Nicole Walker DiMeraNicole Walker DiMera, gespielt von Arianne Zucker, ist die Frau von EJ DiMera. Sie ist die Tochter von Fay Walker und die Schwester von Brandon Walker. Neben EJ war sie außerdem noch mit Victor Kiriakis verheiratet.
Bo BradyBo Brady, gespielt von Peter Reckell, ist der Sohn von Caroline Brady und stammt aus einer Affäre mit Victor Kiriakis. Bis zu dem Moment, als er von seiner Mutter Caroline Brady die Wahrheit erfuhr, wuchs er jedoch in dem Glauben darüber auf, dass Shawn Brady sein leiblicher Vater ist. Mit Hope hat er die Kinder Shawn-Douglas und Ciara. Mit Billie hat er die Tochter Chelsea. In der Serie war er außerdem noch mit Carly Manning zusammen. Philip Kiriakis ist einer seiner Halbbrüder.
Hope Williams BradyHope Williams Brady, gespielt von Kristian Alfonso, ist mit Bo Brady verheiratet. Sie hat mit ihm die Kinder Shawn-Douglas und Ciara. Sie ist die Stiefmutter von Chelsea Brady.
Kate RobertsKate Roberts, gespielt von Lauren Koslow, war bereits mehrmals die Schwiegermutter von Samy Brady, da sowohl ihr Sohn Lucas, als auch ihr Sohn Austin mit Samy verheiratet waren. Als die Figur Kate in die Serie eingeführt wurde, hatte sie nur einen Sohn, nämlich Lucas. Später kamen mit Billie, gespielt von Lisa Rinna, und Austin, noch zwei weitere Erwachsene Kinder dazu. Mit Victor Kiriakis bekam sie dann später noch den Sohn Philip. Nicht genug, stellte sich einige Jahre später noch heraus, dass sie mit Roman Brady, dem Vater von Samy Brady, die Kinder Cassie und Rex hat. Diese beiden Charaktere wurden mit einer bizarren Ufo-Story in die Serie eingeführt.
Lucas HortonLucas Horton, gespielt von Bryan Dattilo, ist einer der Söhne von Kate Roberts und war bereits mit Samy Brady sowie ihrer Halbschwester Carrie Brady verheiratet. Sami wiederum war bereits mit Lucas Halbbruder Austin Reed verheiratet. Mit Sami hat er die Kinder Will und Allie. Als Will geboren wurde, galt Lucas Halbbruder Austin als sein Vater, später stellte sich jedoch heraus das Will der Sohn von Lucas ist, da Sami über die Vaterschaft gelogen hatte. Lucas Halbgeschwister sind Mike & Jennifer Horton, Austin & Billie Reed, Rex & Cassie Brady sowie Philip Kiriakis.
Caroline BradyCaroline Brady, zuletzt gespielt von Peggy McCay, ist das Oberhaupt der Brady Familie. Sie ist die Mutter von Roman, Kimberly, Kayla und Bo sowie durch Adoption von Frankie und Max. Sie war mit Shawn Brady verheiratet, gespielt von Frank Parker, dessen Charakter in der Serie bereits zuvor verstorben war. Sami Brady ist eines ihrer Enkelkinder.
Lexie CarverLexie Carver, gespielt von Renée Jones, ist die Frau von Polizeichef Abe Carver. Mit Abe hat sie den Sohn Theo Carver. Lexie hatte eine Affäre mit Abes Sohn Brandon Walker. Sie wusste nicht, ob Abe oder Brandon der Vater von Theo ist. Es stellt sich jedoch heraus, dass Abe der leibliche Vater ist.
Chloe LaneChloe Lane, gespielt von Nadia Bjorlin, ist die Tochter von Craig und Nancy Wesley und die Schwester von Joy Wesley. Jedoch erst als Teenager im Jahr 1999 kam Chloe nach Salem und fand heraus, dass Nancy und Craig ihre leiblichen Eltern sind. Ihre Mutter Nancy hatte sie kurz nach der Geburt zur Adoption freigegeben, ohne dass ihr Mann Craig etwas davon wusste. Chloe war mit Philip Kiriakis zusammen sowie, bis zur Annullierung im Jahr 2009 mit seinem Halbbruder Lucas Horton verheiratet. Mit Brady Black war sie von 2005 bis 2008 verheiratet. Zurzeit ist sie mit Daniel Jonas zusammen.
Philip KiriakisPhilip Kiriakis, gespielt von Jay Kenneth Johnson, ist der Sohn von Victor Kiriakis und Kate Roberts. Seine Halbgeschwister sind Lucas Horton, Billie und Austin Reed, sowie Bo, Cassie und Rex Brady. Er war mit Belle Black verheiratet und ist aktuell mit Melanie Layton verheiratet. Daneben hatte er noch eine Beziehung mit Chloe Lane, mit der später auch sein Halbbruder Lucas eine Beziehung hatte. Außerdem war er mit Morgan Hollingsworth und Stephanie Johnson liiert.
Victor KiriakisVictor Kiriakis, gespielt von John Aniston, ist einer der einflussreichsten Bewohner von Salem. Er ist Chef des Verlagshauses Titan Industries. Er ist der Vater von Philip Kiriakis, Isabella Toscano sowie Bo Brady. Dass Bo sein Sohn ist, erfuhr Victor allerdings erst später. Bo wuchs in dem Glauben auf, dass Shawn Brady sein leiblicher Vater sei. Später stellte sich jedoch heraus, dass Caroline Brady, die Mutter von Bo, eine Affäre mit Victor hatte, bei der dieser gezeugt wurde. Philip entstand aus seiner Ehe mit Kate Roberts und Isabella aus einer Beziehung mit Loretta Toscano. Er war sowohl mit Dr. Carly Manning verheiratet, mit der auch sein Sohn Bo zusammen war, als auch mit Nicole Walker verheiratet, mit der sein Enkel Brady Black, der Sohn von Isabella Toscano und John Black, zusammen war. Im Moment ist er mit Vivian Alamain verheiratet, mit der er bereits von 1995 bis 1997 verheiratet war.
Vivian AlamainVivian Alamain, gespielt von Louise Sorel, ist die Frau von Victor Kiriakis. Sie war bereits von 1995 bis 1997 mit ihm verheiratet.
Stefano DiMeraNicht minder einflussreich aber dabei viel skrupelloser ist Stefano DiMera, gespielt von Joseph Mascolo. Er ist der Vater von Tony DiMera, Lexie Carver und E.J. DiMera.

### Wiederkehrende Figuren
Julie WilliamsJulie ist die Halbschwester und gleichzeitig die Stiefmutter von Hope Brady. Sie stammt aus der Beziehung von Addie Horton und Ben Olson. Nach dem Tod von Ben Olson heiratete Addie Horton Doug Williams. Aus dieser Ehe stammt Hope Brady. Später verunglückte Addie bei einem Autounfall und Julie und Doug wurden ein Paar. Mittlerweile sind sie und Doug bereits das dritte Mal verheiratet. Verkörpert wurde die Rolle von Susan Seaforth Hayes.
Doug WilliamsDoug ist der Vater von Hope Brady. Nach dem Tod von Hopes Mutter, Addie Horton, heiratete er deren erste Tochter Julie, welche aus der Ehe von Addie und Ben Olson stammt. Verkörpert wurde die Rolle von Bill Hayes.

## Vorspann
In der US-Version des Vorspanns spricht der bereits 1994 verstorbene Macdonald Carey die Worte „Like sands through the hourglass, so are the days of our lives.“ (Wie Sand, der durch die Sanduhr rinnt, so sind die Tage unseres Lebens.) Bis zu seinem Tod wurde der ebenfalls von Macdonald Carey gesprochene Zusatz „This is Macdonald Carey, and these are the days of our lives.“ verwendet. Nach dessen Tod wurde im Jahr 1994 aus Respekt vor ihm und seiner Familie dieser zweite Satz aus dem Vorspann herausgenommen. Carey war von 1965 bis zu seinem Tod in der Rolle des Arztes Tom Horton das Zentrum der Serie.
In der deutschen Version des Vorspanns lautet der Satz, unter Verkehrung des Sinnes ins genaue Gegenteil, „Zeit die unvergänglich ist, Zeit der Sehnsucht.“ Auch die Melodie ist eine andere als in der US-Version.

## Merchandise
Es sind zahlreiche Bücher, darunter ein Kochbuch und CDs erschienen.

## Trivia
Susan Seaforth Hayes ist in ihrer Rolle als Julie Williams mit Doug Williams in der Serie verheiratet. Im wahren Leben ist sie mit dem Darsteller des Doug, Bill Hayes, verheiratet. Im Jahr 2005 veröffentlichten die beiden ein Buch, in dem ihr Kennenlernen und die Erfahrungen in der Serie thematisiert wurden. Hayes war zudem im Jahr 1976 zusammen mit ihrem Ehemann auf dem Cover des renommierten Time Magazine mit der Schlagzeile „Soap Operas – Sex and Suffering in the Afternoon“. Sie waren damit die ersten Soap-Darsteller auf dem Cover des Magazins. Zu Beginn der 1970er-Jahre liefen im US-Fernsehen bis zu 19 Seifenopern am Nachmittag. Ursprünglich war sie für die Rolle der Stephanie Forrester in „Reich und Schön“ vorgesehen. Als sie die Rolle jedoch ablehnte, erhielt ihre ehemalige Serienkollegin aus „Zeit der Sehnsucht“, Susan Flannery, die Rolle.
Aufgrund ihrer langen Laufzeit wird die Seifenoper auch von anderen Film- und Fernsehproduktionen erwähnt. So ist Friends-Charakter Joey mehrfach als Schauspieler bei „Zeit der Sehnsucht“ beschäftigt. In How I Met Your Mother (Staffel 3, Folge 3) behauptet der Charakter Barney mit einer der Schauspielerinnen der Seifenoper geschlafen zu haben.
In Doktor House (Staffel 8, Folge 16) und This is us (Staffel 4, Folge 12) wird die Serie auch erwähnt.

## Belege
1. ↑  Dan J. Kroll: Bryan Dattilo leaving Days of our Lives. Soapcentral.com, 21. Dezember 2009, abgerufen am 25. Juni 2012 (englisch).
2. ↑  Melissa Reeves Makes a Deal with Days of Our Lives. Abgerufen am 24. Februar 2023.
3. ↑  Zeit der Sehnsucht. Deutsche Synchronkartei, abgerufen am 5. Januar 2024.